# Вест-Міллгроув (Огайо)
Вест-Міллгроув (англ. West Millgrove) — селище (англ. village) в США, в окрузі Вуд штату Огайо. Населення — 131 особа (2020).

## Географія
Вест-Міллгроув розташований за координатами 41°14′34″ пн. ш. 83°29′29″ зх. д. / 41.24278° пн. ш. 83.49139° зх. д. (41.242745, -83.491407).  За даними Бюро перепису населення США в 2010 році селище мало площу 0,67 км², уся площа — суходіл.

## Демографія
Згідно з переписом 2010 року, у селищі мешкали 174 особи в 64 домогосподарствах у складі 43 родин. Густота населення становила 258 осіб/км².  Було 70 помешкань (104/км²).
Расовий склад населення:
| - 96,0 % — білих |

До двох чи більше рас належало 3,4 %. Частка іспаномовних становила 1,7 % від усіх жителів.
За віковим діапазоном населення розподілялося таким чином: 31,0 % — особи молодші 18 років, 59,2 % — особи у віці 18—64 років, 9,8 % — особи у віці 65 років та старші. Медіана віку мешканця становила 32,0 року. На 100 осіб жіночої статі у селищі припадало 77,6 чоловіків;  на 100 жінок у віці від 18 років та старших — 81,8 чоловіків також старших 18 років.
Середній дохід на одне домашнє господарство  становив 44 124 долари США (медіана — 30 000), а середній дохід на одну сім'ю — 53 332 долари (медіана — 30 938). За межею бідності перебувало 21,4 % осіб, у тому числі 31,7 % дітей у віці до 18 років та 10,5 % осіб у віці 65 років та старших.
Цивільне працевлаштоване населення становило 69 осіб. Основні галузі зайнятості: виробництво — 26,1 %, будівництво — 20,3 %, освіта, охорона здоров'я та соціальна допомога — 18,8 %.